# J-Village
Le J-Village (Jヴィレッジ, Jvirejji), est un complexe sportif consacré au football, situé dans la préfecture de Fukushima, à Naraha et Hirono, au Japon. Ouvert en 1997, il a été fermé à la suite de la catastrophe de mars 2011, puis rénové pour les Jeux olympiques d'été de 2020.

## Description
Le J-Village (« J » pour « Japon ») est situé dans le sud-est de la préfecture de Fukushima, à cheval sur les bourgs de Naraha et Hirono, 220 km au nord de Tokyo, au Japon,,.
À une altitude d'environ cinquante mètres, non loin de l'océan Pacifique, le complexe sportif s'étend sur 49,5 ha, dix fois la superficie du Tokyo Dome, et dispose d'une stade, le J-Village Stadium, d'une capacité de cinq mille spectateurs,,. Il comprend aussi huit terrains de football, un gymnase, une piscine et une enceinte couverte, abritant une pelouse synthétique.

## Historique
En 1997, l'entreprise productrice d'électricité TEPCO apporte sa contribution au développement de la région est de la préfecture de Fukushisma, en réalisant, pour treize milliards de yens, la construction d'un centre national d'entraînement au football : le J-Village,. Jusqu'en 2011, le complexe sportif accueille environ un demi-million de visiteurs chaque année, soit un total de 6,8 millions depuis son ouverture. Des équipes du championnat du Japon de football, l'équipe du Japon de football et sa version féminine s'y entraînent. Lors de la Coupe du monde de football 2002, la sélection argentine s'y installe.
Après la catastrophe de mars 2011, voisin de la centrale nucléaire de Fukushima Daiichi, à l'arrêt du fait d'un accident industriel majeur, il devient un terrain sur lequel s'accumulent des véhicules d'intervention d'urgence et de secours, du matériel de décontamination, des logements temporaires et des stocks de matières contaminées. Les ouvriers chargés du démantèlement des installations nucléaires s'y regroupent chaque matin,.
En vue des Jeux olympiques d'été de 2020, le J-Village est partiellement rouvert en juillet 2018, puis, dans sa totalité, au début du printemps 2019, en tant que centre sportif,. Fin avril 2019, la compagnie JR East, inaugure la gare J-Village sur la ligne Jōban qui relie Tokyo à la côte est de l'île de Honshū,. Fin mars 2020, la flamme olympique, allumée à Olympie, en Grèce, est transférée au musée olympique du Japon, situé à Tokyo,. Le mois suivant, elle est exposée au sein du J-Village et rendue accessible au public. Le 25 mars 2021, avec une année de retard, pour cause de pandémie mondiale de Covid-19, le relais de la flamme olympique, impliquant dix mille coureurs, s'élance du J-Village, pour une traversée de quatre mois des quarante-sept préfectures du Japon, jusqu'au stade olympique national de Tokyo, lieu de la cérémonie d'ouverture des Jeux,.

Vues aériennes du J-Village
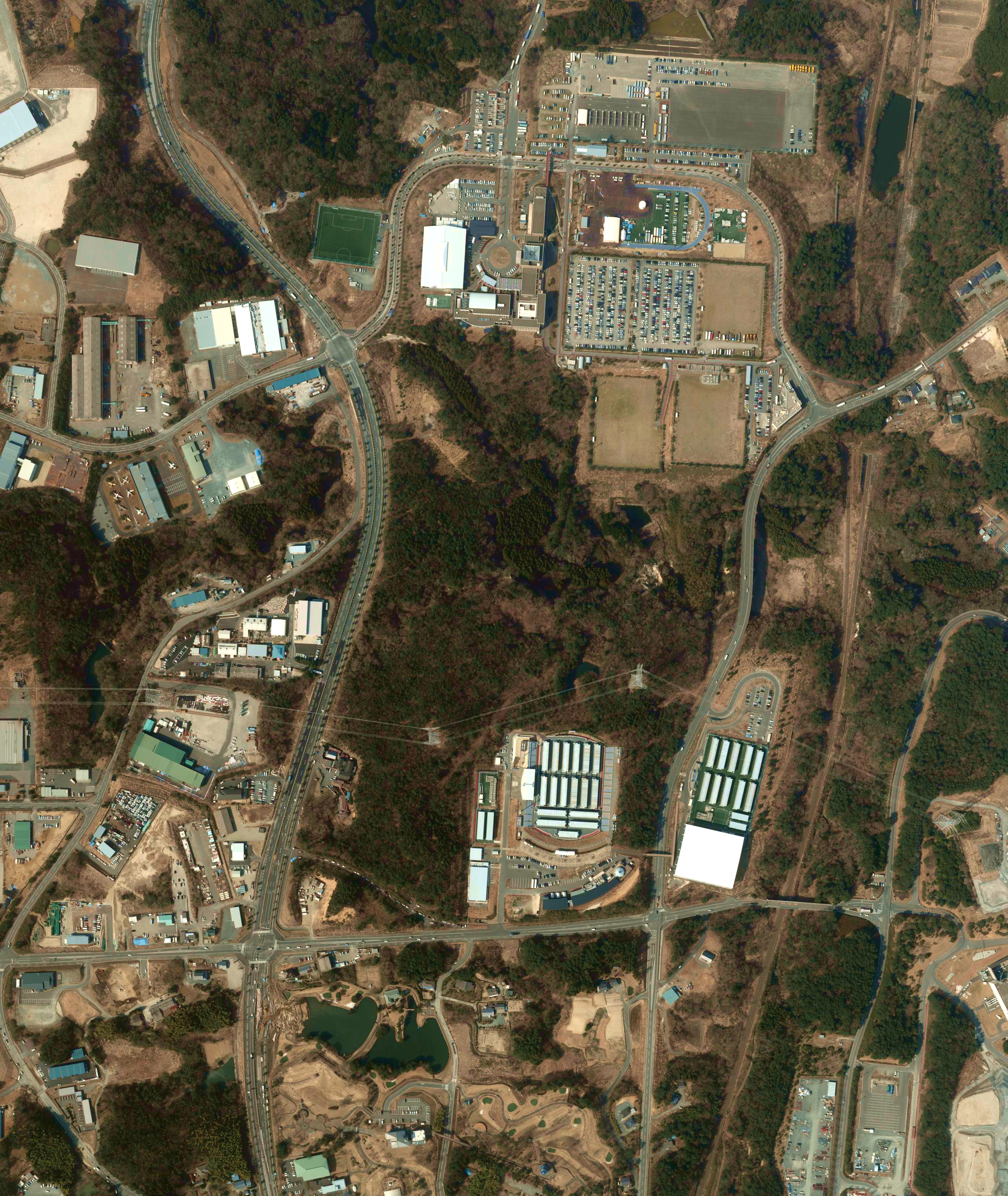
Avril 2012.
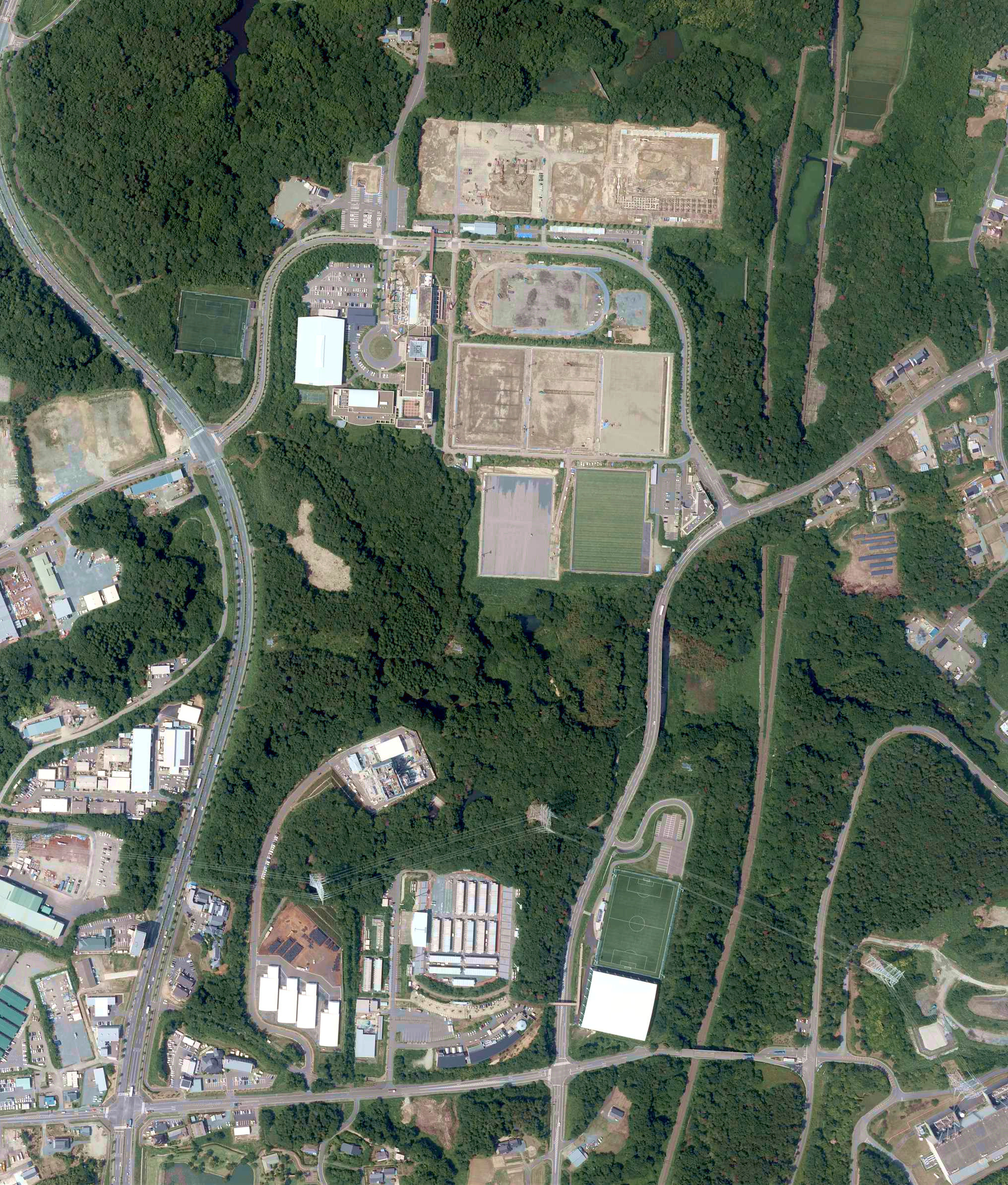
Juin 2017.
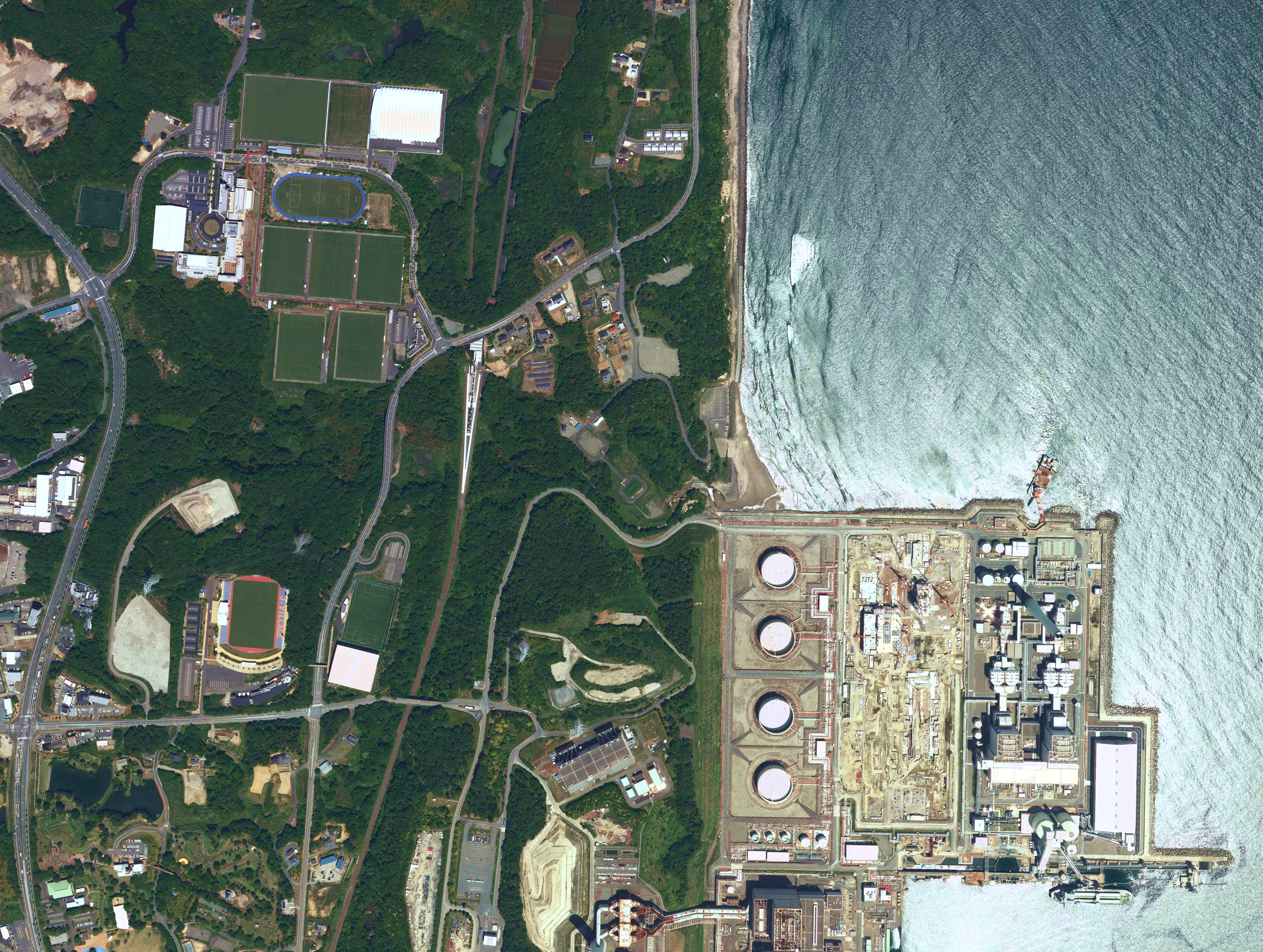
Mai 2019.